# نوتتال
نوتتال (به آلمانی: Nuthetal) یک شهر در آلمان است که در پوتسدام-میتلمارک واقع شده‌است. نوتتال ۸٬۸۶۸ نفر جمعیت دارد.